# Evergestis montis
Evergestis montis is een vlinder uit de familie grasmotten (Crambidae). De wetenschappelijke naam van deze soort is voor het eerst gepubliceerd in 2011 door Koen Maes.

## Type
- holotype: "male, 15.V.1988, leg. K. Maes, genitalia slide Maes 851"
- instituut: ABSRC, Wetteren, België
- typelocatie: "W. Cameroon, Dschang, 5°27'03"N 10°04'00"E, 1396 m"

## Verspreiding
De soort komt voor in Kameroen.